# ロニー・コールマン (アメリカンフットボール)
ロニー・コールマン（Ronnie Coleman 1951年7月9日- ）はアラバマ州ジャスパー出身のアメリカンフットボール選手。1974年から1981年までNFLのヒューストン・オイラーズでプレーした。ポジションはランニングバック。
アラバマA&M大学では後にプロフットボール殿堂入りを果たすジョン・ストールワースとチームメートだった。1974年にドラフト外でヒューストン・オイラーズに入団した彼は2年目の1975年からチームのエースRBとなり1977年までの3シーズンチームのリーディングラッシャーとなった。
1975年11月16日のマイアミ・ドルフィンズ戦では残り6分13秒自陣11ヤードから始まったドライブで試合時間残り1分11秒に5人のタックラーを振り切って7ヤードのTDランを決めた。
1978年にアール・キャンベルが入団した後は控えRBとなった。1979年のピッツバーグ・スティーラーズとのAFCチャンピオンシップゲームでは2回ファンブルしボールを失った。
ランニングバックながら通算7回のパスを投げて、1977年10月9日のピッツバーグ・スティーラーズ戦の第1Qにケン・バローへのハーフバックパスを投げた。これは44ヤードのタッチダウンとなりチームは27-10で勝利した。
1981年までの8シーズンで2,769ヤードを走り現役を引退した。